# Фронтова планка підводника
Фронтова планка підводника (нім. U-Boot-Frontspange) — нагорода крігсмаріне.

## Історія
Проєкт знака розробляв німецький художник-графік Вільгельм Ернст Пекгаус із Берліна, який на той момент був одним із найвідоміших дизайнерів у Німеччині, на рахунку якого не один проєкт бойових нагород Третього Рейху. Знак був затверджений 15 травня 1944 року грос-адміралом Карлом Деніцем, щоб відзначити мужність військовослужбовців підводного флоту, які вели відчайдушну боротьбу, щоб переламати хід битви за Атлантику протягом п'яти років. Знак існував у двох ступенях. Срібний знак був введений пізніше, 24 листопада 1944 року. Є ствердження про існування золотого знаку, проте будь-які дані про нагородження золотим знаком відсутні.

## Умови нагородження
Планка в бронзі вручалася за мінімум 15 виходів або 60 днів в морі; в сріблі — за мінімум 25 виходів або 120 днів в море. Подання до нагородження робив командир підводного човна, затверджував нагородження командувач Військово-морським Флотом Німеччини Карл Деніц.
Планку носили на лівій нагрудній кишені кітеля.

## Опис
Виготовлення знаків проводилося методом лиття під тиском з цинку, з подальшим нанесенням бронзового або сріблястого покриття. Носіння проводилося за допомогою застібки справа наліво. На реверсі знака ставилося клеймо розробника знака — Пекгауза та клеймо виробника. Вага знака — близько 19 грамів. Ширина 76-77 мм, висота 15-16 мм, розмах крил — 24 мм. Знак вручався з нагородних листом в щільній нагородній коробці або паперовому пакеті.
Знак був об'ємне зображення підводного човна в обрамленні лаврового вінка і увінчаний державним гербом Третього Рейху. Праворуч і ліворуч від лаврового вінка знаходилося по три ряди дубових листків, розташованих попарно. По краях, на рівні середнього ряду дубового листя, були зображені дві пари жолудів. Поєднання всіх вищеназваних елементів мало символізувати відвагу і військову доблесть екіпажів німецьких підводних човнів.
В 1957 році з'явився деницифікований варіант знаку — без імперського орла.